# Brachygalba goeringi
El jacamará acollarado, barranquero de Goering o jacamar acollarado (Brachygalba goeringi) es una especie de ave de la familia Galbulidae, que se encuentra en Colombia y Venezuela.

## Hábitat
Vive en los bosques de galería, en terrenos secos con arbustos, árboles o matorrales y en los barrancos de los ríos, por debajo de los 400 m de altitud.

## Descripción
En promedio mide 18 cm de longitud. El pico tiene 51 mm de largo. Cabeza, cuello y nuca color marrón claro grisáceo; dorso y grupa color castaño verdoso oliváceo oscuro a negro azulado; garganta color crema; pecho y flacos pardos; vientre blancuzco.

## Alimentación
Se alimenta de insectos, los cuales puede atrapar al vuelo ejecutando maniobras acrobáticas.

## Reproducción
Su nido es construido en un agujero que excava en algún barranco.